# We Might As Well Be Strangers
«We Might As Well Be Strangers» — песня британской рок-группы Keane, представляющая собой четвёртый трек с их дебютного альбома Hopes and Fears. На песню DJ Shadow был создан ремикс, который был включён, как закрывающий трек для специальной CD+DVD редакции альбома. Песня появлялась в серии Spell четвёртого сезона сериала «Тайны Смолвиля» и в фильме «Raise Your Voice».

## Список композиций
Американский 10" винил 1712175
1. «We Might As Well Be Strangers» (Ремикс DJ Shadow)
2. «We Might As Well Be Strangers» (Инструментальный ремикс DJ Shadow)

## Информация о песне
«We Might as Well Be Strangers» многократно исполнялась на концертах группы и заслужила любовь поклонников, как одна из самых запоминающихся и лучших песен Keane, но так и не была издана оригинальным синглом. Название песни было позаимствовано для нового официального форума Keane, а также упоминается в названии DVD группы — Strangers.
Эта песня о том, что вы вынуждены быть далеко от кого-то, кого вы действительно любите.
Эта песня о невозможности больше кого-то любить.

## Музыкальная структура
Вибрация и акустика начальных аккордов фортепиано переходит в вокальную партию Чаплина в течение первых секунд песни. Фортепиано riff до второй строфы напоминает звук honky-tonk. Ударные вступают на 63-й секунде, превращая песню в балладу. Во время самого эмоционального момента песни (2:00), струнное сопровождение пропадает. Вступление после припева возвращается к такому же, какое было в начале — звук ударных угасает, оставляя фортепиано и вокал в одиночестве.
В ремиксе изменены темп и ритм, и ударные вступают в самом начале. Синтезатор немного меняет структуру припева, делая незначительные, но необходимые изменения. Так, например, появляется эхо. Расширенная версия теряет партию ударных до репризы с третьей и четвёртой строк, чего, в свою очередь, нет в оригинальной версии. Вступления по-прежнему похожи, но шумовой синтезатор деформирует оригинал.
Синтезатор добавляется символизировать стих незначительные изменения, хотя голос эхом начинают появляться.

### Инструменты
- Бас
- Ударные
- Фортепиано
- Струнный синтезатор
- Вокал (Том Чаплин)
- Синтезатор (Только ремикс)
- Шумовой синтезатор (Только ремикс)

## Технические характеристики
| Песня                                               | Длительность | Темп   | Ключ          | Time signature | Жанр         |
| «We Might As Well Be Strangers»                     | 3:12         | 72bpm  | Dm (Re minor) | 4/4 on 8 beats | Баллада      |
| «We Might As Well Be Strangers» (Ремиксы DJ Shadow) | 3:37         | 144bpm | Dm (Re minor) | 4/4 on 8 beats | Танцевальный |